# Carlo Coccia
Carlo Coccia (Nàpols, 14 d'abril de 1782 - Novara, 13 d'abril de 1873) fou un compositor italià, destacat per les seves òperes i la música sacra.

## Biografia
Nasqué a Nàpols i estudià al conservatori de Nàpols amb Casella, Fedele Fenaroli i Giovanni Paisiello, qui el presentà al rei Josep Bonaparte, que el va fer músic de cambra. La seva primera òpera, Il matrimonio per lettera di cambio (1807), va fracassar; la següent, Il poeta fortunato, fou ben rebuda en 1808.
A Venècia va estrenar òperes semisèries, entre les quals Clotilde (1815), però l'èxit de les òperes de Gioacchino Rossini va eclipsar-lo i marxà a Lisboa, on fou entre 1820 i 1823. En 1824 s'instal·la a Londres, on fou director de His Majesty's Theatre; hi estrenà Maria Stuarda per a Giuditta Pasta en 1827, amb gran èxit.
Novament a Itàlia, va estrenar òperes serioses, entre les quals va destacar Caterina di Guisa (1833). Llavors, però, el gust del públic havia canviat i triomfaven Gaetano Donizetti i Vicenzo Bellini. A Novara, en 1837, fou mestre de capella de la catedral, i després dirigí el conservatori de Torí, dedicant-se la resta de la seva vida a l'ensenyament i la composició de música sacra. L'última òpera l'estrenà en 1841 a Novara, on morí.
Va participar en la Messa per Rossini (1869) amb el «Lacrimosa Amen»), missa d rèquiem en honor de Rossini concebuda com a obra conjunta de diversos músics italians, a proposta de Giuseppe Verdi.

## Òperes
- Il matrimonio per lettere di cambio (1807, Roma)
- Il poeta fortunato, ossia Tutto il mal vien dal mantello (1808, Flor``encia)
- L'equivoco, o Le vicende del Martinaccio (1809, Bolonya)
- Voglia di dote e non di moglie (1809, Ferrara)
- La verità nella bugia (1809, Venècia)
- Una fatale supposizione, ovvero Amore e dovere (1810, Venècia); Matilde
- I solitari (1811, Venècia)
- Il sogno verificato (1812, Venècia)
- Arrighetto (1813, Venècia)
- La donna selvaggia (1813, Venècia)
- Il crescendo (1814, Venècia)
- Carlotta e Werther (1814, Florència)
- Evellina (1814, Milà)
- Euristea, o L'amore generoso (1815, Venècia)
- Clotilde (1815, Venècia)
- I begli usi di città (1815, Milà)
- Medea e Giasone (1816, Torí)
- Rinaldo d'Asti (1816, Roma)
- Etelinda (1816, Venècia)
- Claudina in Torino (1817, Roma)
- Fajello (1817, Florència)
- La donna selvaggia (1818) escrita expressament per a la cantant Caroline Bassi-Manna[1]
- Donna Caritea, regina di Spagna (1818, Gènova)
- Elena e Virginia (1818, Trieste)
- Gabriella di Vergy (1818, Trieste); rev. di Fajello
- Atar (1821, Lisboa)
- Mandane, regina di Persia (1822, Lisboa)
- La festa della rosa (1822, Lisboa)
- Elena e Costantino (1823, Lisboa)
- Maria Stuarda, regina di Scozia (1827, Londres)
- L'orfano della selva (1828, Milà)
- Rosmunda d'Inghilterra (1829, Venècia)
- Edoardo Stuart in Scozia (1831, Nàpols)
- Enrico di Monfort (1831, Milà)
- Caterina di Guisa (1833, Milà)
- La figlia dell'arciere (1834, Nàpols)
- Marsa (1835, Nàpols)
- La solitaria delle Asturie, ossia La Spagna ricuperata (1838, Milà)
- Giovanna II regina di Napoli (1840, Milà)
- Il lago delle fate (1841, Torí)